# Live in Paris 1975
Live in Paris 1975 - Le dernière seance es un álbum doble en directo de archivo de Deep Purple, grabado en 1975 y lanzado en 2001.
El set está tomado del último show ofrecido por el "Mark III" de Purple en el Palais des Sports de París, el 7 de abril de 1975, concierto que señaló el alejamiento del guitarrista y miembro original Ritchie Blackmore, quien fundó inmediatamente su propio proyecto musical Ritchie Blackmore's Rainbow; Blackmore volvería a Deep Purple en 1984, marchándose definitivamente en 1993.

## Lista de canciones
Disco 1
1. "Burn" (Ritchie Blackmore, David Coverdale, Jon Lord, Ian Paice) – 9:46
2. "Stormbringer" (Blackmore, Coverdale) – 5:12
3. "The Gypsy" (Blackmore, Coverdale, Glenn Hughes, Lord, Paice) – 6:11
4. "Lady Double Dealer" (Blackmore, Coverdale) – 4:35
5. "Mistreated" (Blackmore, Coverdale) – 12:49
6. "Smoke on the Water" (Blackmore, Ian Gillan, Roger Glover, Lord, Paice) – 11:10
7. "You Fool No One" (Blackmore, Coverdale, Lord, Paice) – 19:30

Disco 2
1. "Space Truckin'" (Blackmore, Gillan, Glover, Lord, Paice) – 21:21
2. "Going Down" (Don Nix) – 5:19
3. "Highway Star" (Blackmore, Gillan, Glover, Lord, Paice) – 11:33

## Músicos
- Ritchie Blackmore - guitarra
- David Coverdale - voz
- Glenn Hughes - bajo, voz
- Ian Paice - batería
- Jon Lord - teclados